# Skölp

Skölp, Skoklosters slott.

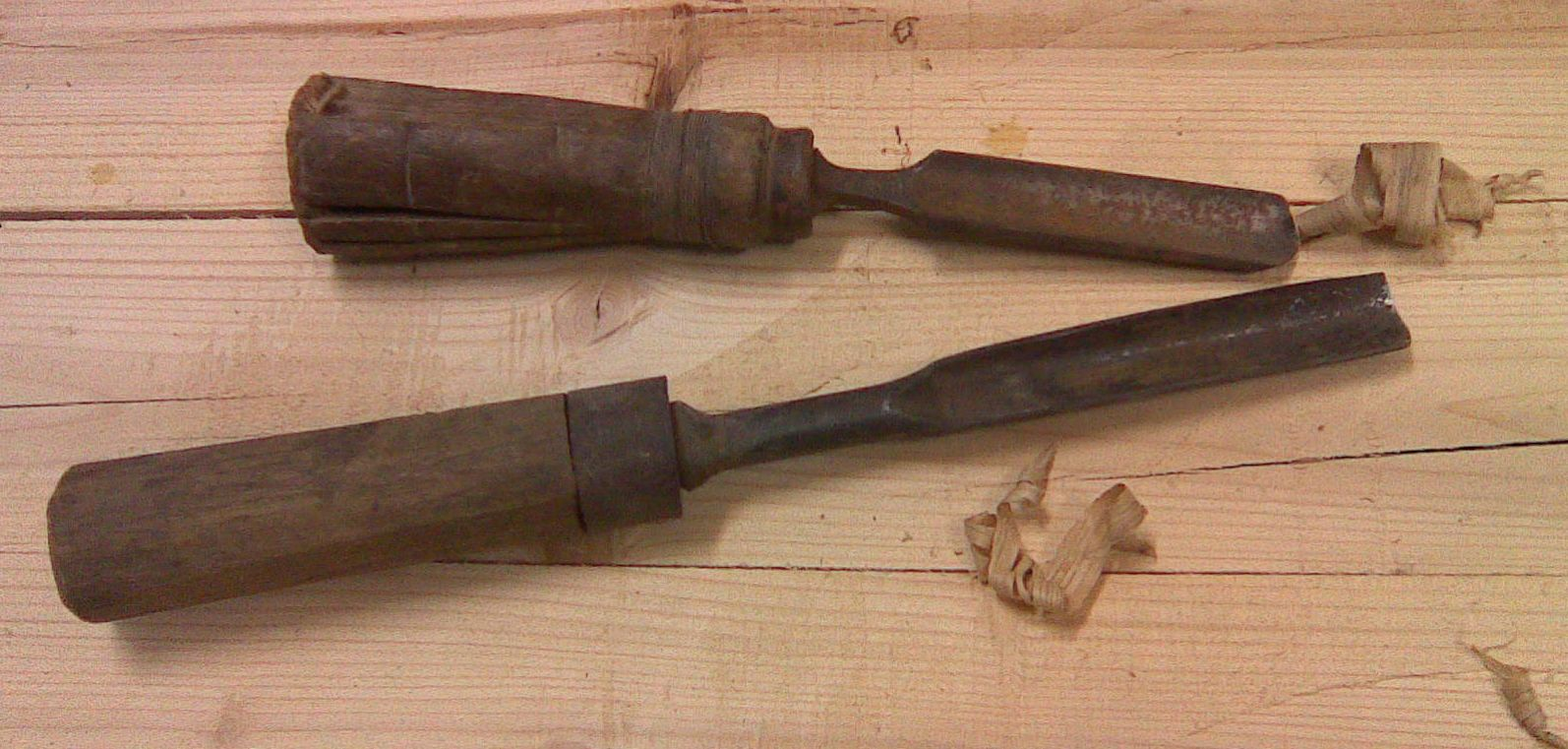
Två skölpar.

Skölp (håljärn) är ett verktyg som används vid bearbetning av inåtböjda ytor i trä, exempelvis urholkning av skålar, och har därför U-formad egg. För bearbetning av djupa urholkningar finns böjda skölpar.
För skärsvarvning används skölpar med längre järn och längre skaft.
Slipning och bryning av skölpar för bearbetning av normalhårt trä sker till cirka 25 graders eggvinkel. Hårt trä kräver större och mjukt trä mindre eggvinkel.
Inom bildhuggeriet (trä) används i stor utsträckning skölpar av varierande kurvatur och bredd. Man anger kurvaturmåtten på en bildhuggarskölp med diameter – bredd, exempelvis 40–25. En variant av dessa skölpar kallas getfot, och är en skarp V-formad modell som ofta används till linjering och detaljbearbetning. Miniatyrmodeller av getfötter används även för att skära linoleummatta till linoleumtryck.
Det finns olika benämningar på järnen. Sålunda förekommer gradjärn, flackjärn, snirkeljärn, käljärn, sirjärn och getfötter. Skaften böra vara av något starkt och hårt träslag, eftersom vid klubbning påfrestningen blir rätt betydande, i synnerhet då metallklubba användes. Vanlig träklubba av masurbjörk förekommer också och denna går inte så illa åt skaften.